# Acronychia octandra
Acronychia octandra es una especie de arbusto perteneciente a la familia de las rutáceas. Se encuentra en el este de Australia. Un árbol atractivo con una corona de hojas brillantes con una difusión relativamente grande. 

## Hábitat
El hábitat es la selva en suelos volcánicos fértiles. Cada vez extendiéndose más hacia el sur hasta el río Bellinger a Nambour en el sureste de Queensland. Es una especie común en la frontera entre los estados de Nueva Gales del Sur y Queensland.

## Descripción
Es un árbol que alcanza un tamaño de 30 metros de altura, con un diámetro de tallo de 75 cm. El tronco se apoya en los árboles más grandes. La corteza es de color pálido marrón grisáceo, con grietas y fisuras. También tiene escamas de corcho. Las pequeñas ramas son de color verde, sin pelos, con cicatrices de las hojas, visibles.
Los foliolos en número de tres,  de 8 a 20 cm de largo, oblongo-elíptica. Puntos de aceite se aprecian fácilmente con una lupa. De color verde oscuro por el haz, pálido por el envés. Algo correosa al tacto. El tallo de la hoja por debajo de los tres foliolos es de 1 a 8 cm de largo con un olor a trementina, y con puntos en relieve en el tallo. Las flores son de color verdoso a  blancas y aparecen en panículas axilares  en los meses de agosto a enero. El fruto es de menos de 4 mm de largo con semillas de color marrón brillante, que aparecen entre marzo y junio.

## La germinación
La germinación de las semillas frescas puede ocurrir rápidamente, tan pronto como en 11 días. Sin embargo, algunas semillas pueden germinar cinco meses después de la siembra.

## Taxonomía
Acronychia octandra fue descrita por (F.Muell.) T.G.Hartley y publicado en Australian Systematic Botany 4: 445, en el año 1991.
Etimología
Acronychia: nombre genérico que deriva de las palabras griegas akros (punta) y ónix (garra), en referencia a los pétalos, que normalmente están conectados adaxialmente en el ápice.
octandra: epíteto latíno que se refiere a los ocho estambres de la flor.
Sinonimia
- Melicope australasica F.Muell. ex Benth.
- Melicope octandra (F.Muell.) Druce
- Euodia octandra F.Muell.[6]